# 留萌 (小惑星)
留萌（るもい、5139 Rumoi）は小惑星帯に位置する小惑星である。1989年10月21日に鹿児島市において向井優と武石正憲が共同で発見した。
北海道の留萌市に因んで命名された。